# District d'Atarib
Le District d'Atarib (arabe :  منطقة الأتارب, ALA-LC : Mantiqat al-Atārib) est un district du gouvernorat d'Alep dans le nord de la République arabe syrienne. Le centre administratif du district est Atarib. Il partage sa frontière ouest avec le gouvernorat d'Idleb. Jusqu'en décembre 2008, il était un sous-district du district voisin du Mont Siméon. Lors du recensement de 2004, le district compte une population de 76 873 habitants.
Parmi les personnalités connues,Mohamed-Nour Hayed, homme politique franco-syrien.

## Sous-districts
Le district de Tadmur est divisé en trois sous-districts ou nahié :
- Le sous-district d'Atarib ;
- Le sous-district d'Ibbin Samaan
- Le sous-district d'Urum al-Kubra (en).